# Amundsen (månekrater)
Amundsen er et stort nedslagskrater på Månen. Det befinder sig nær Månens rand på den sydlige halvkugle på Månens forside tæt ved dens sydpol, hvorfor det fra Jorden ses fra siden. Det er opkaldt efter den norske polarforsker Roald Amundsen (1872-1928).
Navnet blev officielt tildelt af den Internationale Astronomiske Union (IAU) i 1964. 

## Omgivelser
Nordvest for Amundsenkrateret ligger Scottkrateret, en formation af tilsvarende dimensioner, som er opkaldt efter en anden arktisk opdagelsesrejsende. Nobilekrateret er forbundet med Amundsen langs den vestlige rand. Lige syd for ligger det mindre Faustinikrater.

## Karakteristika
Amundsenkrateret er lidt udvidet langs den sydlige kant, og den terrasseopdelte indre overflade er bredere her end andre steder langs den ydre væg. Krateret når ind over en mindre kraterformation mod nordvest, og "Amundsen A" er forbundet med den nordlige rand.
Den indre kraterbund er relativt flad med et par centrale toppe nær midtpunktet. Meget af kraterbunden ligger i skygge under månedagen, så kun det sydlige område og de centrale toppe får sollys.

## Satellitkratere
De kratere, som kaldes satellitter, er små kratere beliggende i eller nær hovedkrateret. Deres dannelse er sædvanligvis sket uafhængigt af dette, men de får samme navn som hovedkrateret med tilføjelse af et stort bogstav. På kort over Månen er det en konvention at identificere dem ved at placere dette bogstav på den side af satellitkraterets midte, som ligger nærmest hovedkrateret. Amundsenkrateret har følgende satellitkratere:
| Amundsen | Længde  | Bredde  | Diameter |
| -------- | ------- | ------- | -------- |
| A        | 81,8° S | 83,1° Ø | 74 km    |
| C        | 80,7° S | 83,2° Ø | 27 km    |

## Måneatlas
- Billeder af Amundsenkrateret i LPI-måneatlasset